# Rejon apastowski
Rejon apastowski (ros. Апастовский райо́н, tatar. Апа́с районы́) – rejon w należącej do Rosji autonomicznej republice Tatarstanu.
Rejon leży w zachodniej części kraju; jego ośrodkiem administracyjnym jest miasto Apastowo. Rejon ma powierzchnię 1047,5 km²; zamieszkuje go 19 093 osób (wg danych na rok 2021).